# Saint-Rhémy-en-Bosses
Saint-Rhémy-en-Bosses is een gemeente in de Italiaanse regio Aostadal en telt 387 inwoners (31-12-2004). De oppervlakte bedraagt 65,6 km², de bevolkingsdichtheid is 6 inwoners per km².

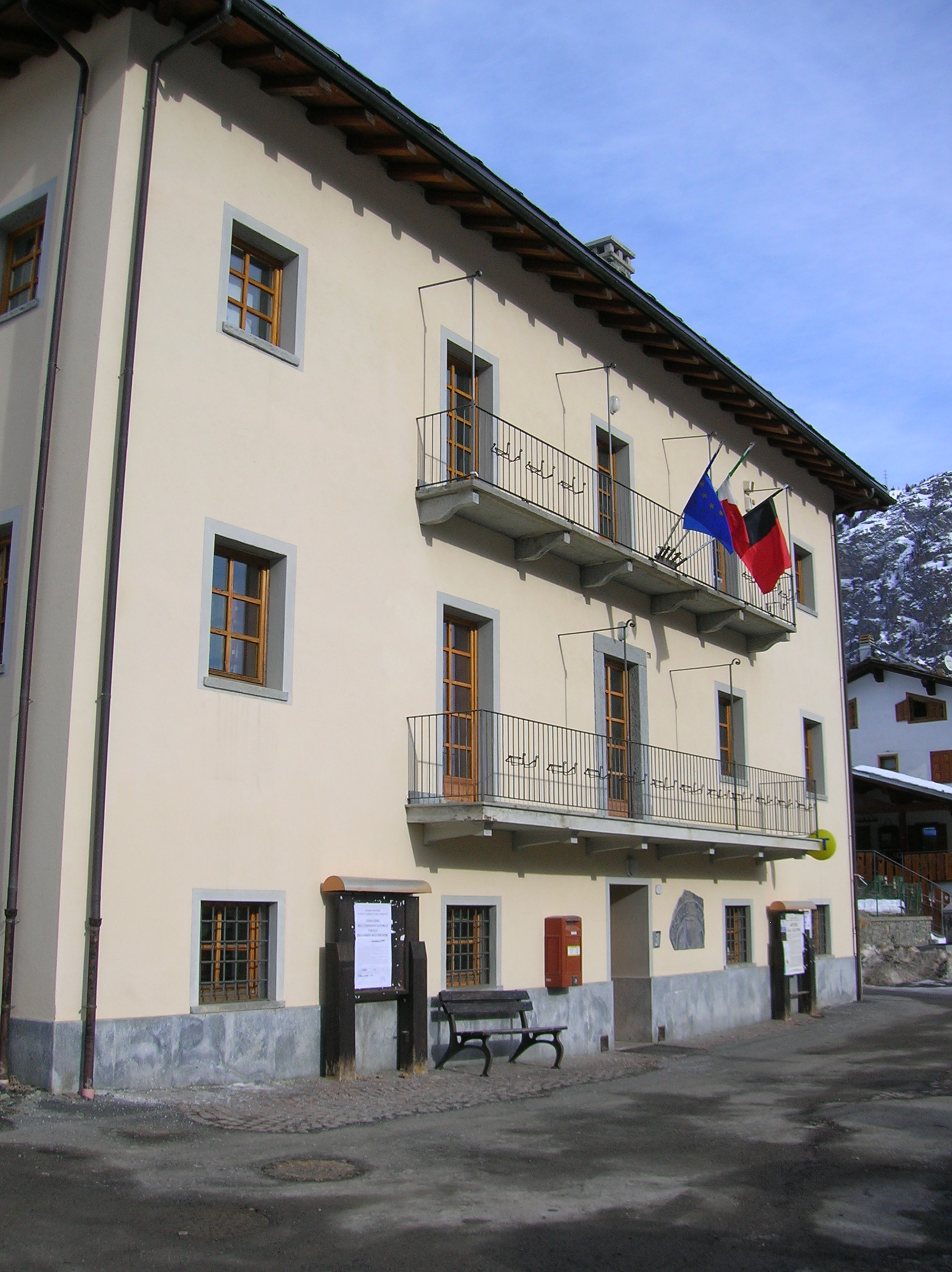
Gemeentehuis
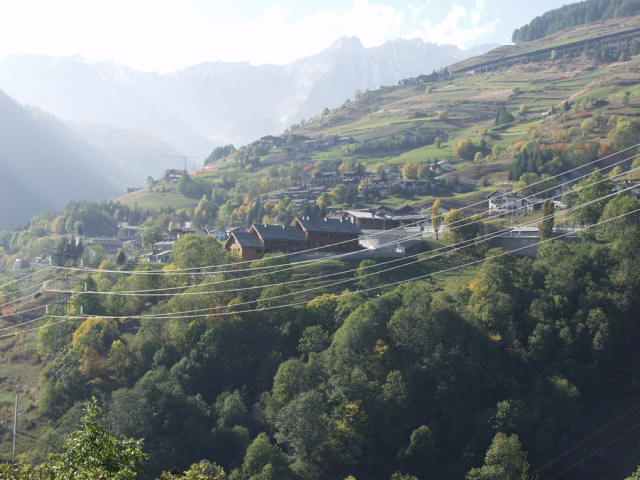
Saint-Léonard
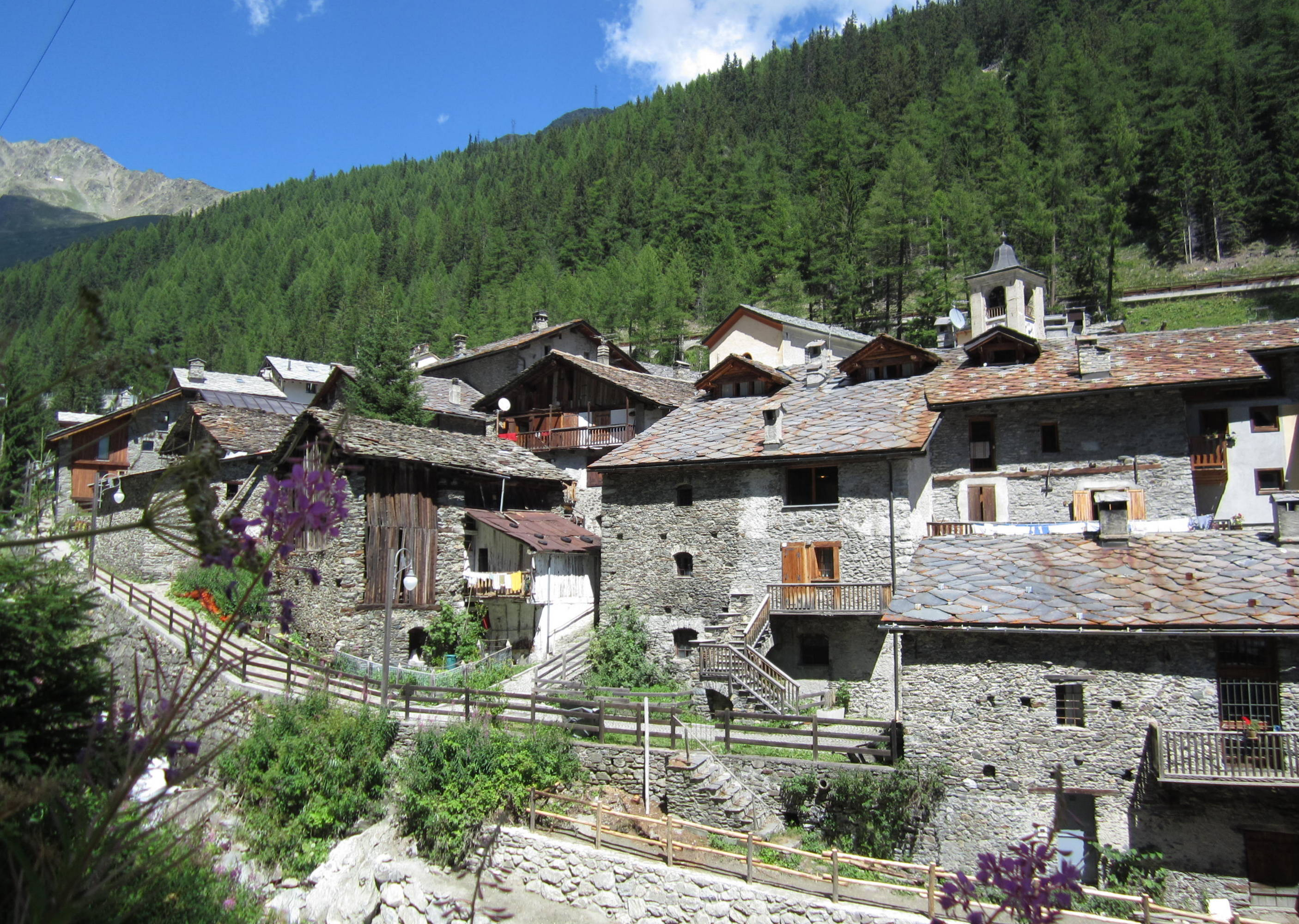
Saint-Rhémy

## Demografie
Saint-Rhémy-en-Bosses telt ongeveer 178 huishoudens. Het aantal inwoners daalde in de periode 1991-2001 met 4,9% volgens cijfers uit de tienjaarlijkse volkstellingen van ISTAT.
| Jaar | Inwoneraantal |
| ---- | ------------- |
| 1991 | 407           |
| 2001 | 387           |

## Geografie
Saint-Rhémy-en-Bosses grenst aan de volgende gemeenten: Avise, Bourg-Saint-Pierre, Courmayeur, Gignod, La Salle, Orsières, Saint-Oyen, Saint-Pierre.

## Geboren
- Joseph-Samuel Farinet (1845-1880), smokkelaar en valsmunter

Allein · Antey-Saint-André · Aosta / Aoste · Arnad · Arvier · Avise · Ayas · Aymavilles · Bard · Bionaz · Brissogne · Brusson · Challand-Saint-Anselme · Challand-Saint-Victor · Chambave · Chamois · Champdepraz · Champorcher · Charvensod · Châtillon · Cogne · Courmayeur · Donnas · Doues · Émarèse · Étroubles · Fontainemore · Fénis · Gaby · Gignod · Gressan · Gressoney-La-Trinité · Gressoney-Saint-Jean · Hône · Introd · Issime · Issogne · Jovençan · La Magdeleine · La Salle · La Thuile · Lillianes · Montjovet · Morgex · Nus · Ollomont · Oyace · Perloz · Pollein · Pont-Saint-Martin · Pontboset · Pontey · Pré-Saint-Didier · Quart · Rhêmes-Notre-Dame · Rhêmes-Saint-Georges · Roisan · Saint-Christophe · Saint-Denis · Saint-Marcel · Saint-Nicolas · Saint-Oyen · Saint-Pierre · Saint-Rhémy-en-Bosses · Saint-Vincent · Sarre · Torgnon · Valgrisenche · Valpelline · Valsavarenche · Valtournenche · Verrayes · Verrès · Villeneuve